# Espinal (municipalité)
Pour les articles homonymes, voir Espinal.
La  municipalité d'Espinal est l'une des 212 municipalités de l'État de Veracruz, et est située dans la partie nord de cet État. Située à l'ouest du golfe du Mexique, elle appartient au bassin versant du fleuve Río Tecolutla, dans un secteur vallonné de la Sierra de Papantla, à l'est du massif de la Sierra Madre orientale. Elle est limitrophe au sud-est de l'État de Puebla. Son chef-lieu est la ville éponyme d'Espinal. Elle dépend de la région administrative de Totonaca, du nom du peuple des Totonaques qui y habite, et est une des 10 subdivisions administratives de l'État de Veracruz.

## Géographie
La municipalité d'Espinal s'étend à la confluence entre les rivières Río Necaxa au nord, et Río Apulco au sud, dont l'union donne naissance à l'ouest au fleuve Río Tecolutla. Sa limite sud, correspondant à la limite administrative avec l'État de Puebla, est formée par le fleuve Río Tecolutla, puis par la rivière Río Apulco et son affluent le Río Zempoala. La partie occidentale de son territoire comprend une autre confluence, entre les rivières Río Necaxa au nord et Río Ajajalpan au sud. Établie sur les reliefs vallonnés de la Sierra de Papantla, qui annonce plus à l'ouest le massif montagneux de la Sierra Madre orientale, son altitude oscille entre 10 et 300 mètres. Son chef-lieu, la ville éponyme d'Espinal, se situe dans la partie orientale de son territoire, sur la rive nord du Río Tecolutla. Ce territoire couvre une superficie de 239,5 km2, et était peuplé en 2020 de 26 830 habitants, pour une densité de 112 habitants par km2.
Cette municipalité est limitrophe au nord de celles de Papantla et de Coatzintla, à l'ouest de celles de Coyutla, de Coxquihui et de Zozocolco de Hidalgo, et au sud-est, dans l'État de Puebla, de celles de Tumazapan de Galeana et de Tenampulco.

## Composition et démographie
La municipalité était composée en 2020 de 71 localités, dont 2 étaient considérée comme urbaines, les autres étant rurales.
| Localité            | Population |
| ------------------- | ---------- |
| Entabladero         | 3512       |
| Espinal             | 3066       |
| Arenal              | 1500       |
| Melchor Ocampo      | 1132       |
| Santa Isabel        | 1123       |
| Reste des localités | 16 497     |
| Total population    | 26 830     |

En plus de l'espagnol, plusieurs langues amérindiennes sont parlées dans la municipalité, dont les principales sont par ordre d'importance : le totonaque, dans une moindre mesure le nahuatl, les autres langues étant très marginales.

## Histoire
Durant la période hispanique, Espinal se nommait San José Espinal.
Le chef-lieu de la municipalité a changé à plusieurs reprises. Il est établi à Comalteco en 1898, à Entabladero en 1899, puis se fixe à Espinal en 1901.

## Économie

### Agriculture et élevage
La superficie des parcelles semées représentait en 2019 une surface totale de 7324 hectares, parmi lesquels 5670 hectares étaient voués à la culture du maïs, 1035 hectares étaient voués à la culture de l'orange, et 519 hectares étaient voués à celle du citron.
En 2020, la production de viande par tonnes comprenait 509,6 tonnes de viande bovine, 232,1 tonnes de viande porcine, 18,6 tonnes de viande ovine, 75,7 tonnes de volailles, et 7,4 tonnes de dinde. La superficie vouée à l'élevage représentait alors 29 727 hectares.